# NGC 3510
NGC 3510 (również PGC 33408 lub UGC 6126) – magellaniczna galaktyka spiralna z poprzeczką (SBm), znajdująca się w gwiazdozbiorze Małego Lwa. Odkrył ją William Herschel 11 kwietnia 1785 roku. Jest to galaktyka o niskiej jasności powierzchniowej.
W galaktyce tej zaobserwowano supernową SN 1996cb.